# Монз ан Баре
Монз ан Баре (фр. Mons-en-Barœul) град је у Француској, у департману Север.
По подацима из 1999. године број становника у месту је био 23.017.

## Демографија
| 1962.  | 1968.  | 1975.  | 1982.  | 1990.  | 1999.  | 2011.  |
| ------ | ------ | ------ | ------ | ------ | ------ | ------ |
| 11.531 | 14.113 | 28.070 | 26.638 | 23.578 | 23.017 | 21.361 |